# Polímero inorgânico
Um polímero inorgânico é um polímero com uma estrutura esquelética que não contém átomos de carbono em sua cadeia principal. Polímeros com componentes inorgânicos e orgânicos são às vezes chamados de polímeros híbridos, e a maioria dos chamados polímeros inorgânicos são polímeros híbridos. O exemplo mais conhecido é polidimetilsiloxano também conhecido como silicone. Polímeros inorgânicos têm certas propriedades que não são achadas em materiais orgânicos, incluindo flexibilidade em baixa temperatura, condutividade elétrica e incombustibilidade. O termo polímero inorgânico geralmente se refere a polímeros unidimensionais, como minerais de silicato. Polímeros inorgânicos com propriedades ajustáveis ou sensíveis às vezes são chamados de polímeros inorgânicos inteligentes. Uma classe especial de polímeros inorgânicos são os geopolímeros, que podem ser sintéticos ou naturais.

## Estrutura do grupo principal
Tradicionalmente, o campo de polímeros inorgânicos tem se concentrado em materiais cuja estrutura consiste exclusivamente em elementos do grupo principal. 

Polímeros de cadeia homo

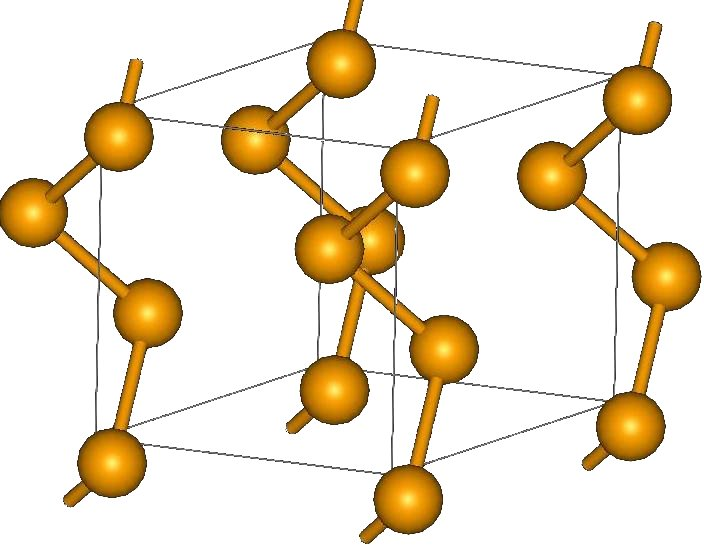
O alótropo cinza do selênio consiste em cadeias helicoidais de átomos de Se.

Polímeros de cadeia homo contêm apenas um tipo de átomo na cadeia principal. Uma parte é o enxofre polimérico, formado pela fusão reversível de algum alótropo cíclico como o S8. Polissulfetos orgânicos e polissulfanos têm cadeias curtas de átomos de enxofre com alquil e H, respectivamente. O telúrio elementar e o alótropo cinza do selênio elementar também são polímeros, embora não sejam processáveis.  
As formas poliméricas dos elementos do grupo IV são bem conhecidas. Os principais materiais são os polissilanos, análogos ao polietileno e polímeros orgânicos relacionados. Eles são mais frágeis do que seus equivalentes orgânicos e contêm substituintes maiores devido a ligações Si-Si mais longas. O poli(dimetilsilano) é obtido reduzindo o dimetildiclorossilano. A pirólise do poli(dimetilsilano) produz fibras de carbeto de silício. 
Até certo ponto, análogos mais pesados de polissilanos também são conhecidos. Estes incluem poligermanos, (R2Ge)n e poliestananos (R2Sn)n. 

Polímeros de heterocadeia
Baseado em Si
Polímeros de heterocadeia contêm mais de um tipo de átomo na cadeia principal. Normalmente, dois tipos de átomos se alternam na cadeia principal. Os polissiloxanos com centros de Si e O na cadeia principal são comercialmente muito interessantes: −Si−O−Si−O−. Cada centro de Si tem dois substituintes, geralmente metil ou fenil. Exemplos incluem polidimetilsiloxano (PDMS, (Me2SiO)n), polimetilhidrosiloxano (PMHS (MeSi(H)O)n) e polidifenilsiloxano (Ph2SiO)n). Relacionados aos siloxanos estão os polissilazanos. Esses materiais têm a fórmula principal −Si−N−Si−N−. Um exemplo é o per-hidropolissilazano PHPS. 
Baseado em P
Uma família intimamente relacionada de polímeros inorgânicos bem estudados são os polifosfazenos. Eles têm uma estrutura −P−N−P−N−. Como o fósforo tem dois substituintes, eles são estruturalmente semelhantes aos polissiloxanos. Tais materiais são produzidos por polimerização por abertura de anel de hexaclorofosfazeno seguida de substituição de grupos P-Cl por alcóxido. Existem aplicações especiais para materiais  como elastômeros.
Baseado em B
Boro – polímeros de nitrogênio apresentam backbones −B−N−B−N−. Exemplos são os poliborazilenos e poliaminoboranos.
Baseado em S
Os politiacilos têm uma estrutura −S−N−S−N−. Ao contrário da maioria dos polímeros inorgânicos, esses materiais não possuem substituintes nos átomos da cadeia principal. Esses materiais possuem alta condutividade elétrica, o que atraiu muita atenção durante a descoberta do poliacetileno. É supercondutor abaixo de 0,26 K.
Ionômeros
Normalmente não classificados como polímeros inorgânicos de carga neutra, são ionômeros. Os polímeros de fósforo-oxigênio e óxido de boro incluem os polifosfatos e poliboratos.

## Polímeros contendo metais de transição
Polímeros inorgânicos também incluem materiais com metais de transição em sua estrutura. Por exemplo, poliferrocenos, Krogmann's salt and Magnus's green salt.

## Métodos de polimerização
Polímeros inorgânicos são formados, como polímeros orgânicos, por:
• Polimerização por crescimento gradual: polissiloxanos; 
• Polimerização por crescimento em cadeia: polissilanos;
• Polimerização por abertura de anel: poli(diclorofosfano). 

## Reações
Polímeros inorgânicos são precursores de sólidos inorgânicos. Este tipo de reação é caracterizado pela transformação gradual do borano de amônio em anéis e oligômeros separados, que durante a pirólise produzem nitretos de boro.